# NGC 6160
NGC 6160 é uma galáxia elíptica (E) localizada na direcção da constelação de Hercules. Possui uma declinação de +40° 55' 39" e uma ascensão recta de 16 horas, 27 minutos e 41,1 segundos.
A galáxia NGC 6160 foi descoberta em 18 de Março de 1787 por William Herschel.